# ICONICS
ICONICS (рус. Айко́никс) — американская компания, разрабатывающая программное обеспечение для АСУ ТП и АСУП. Основанная в 1986 году со штаб-квартирой в Фоксборо, штат Массачусетс, недалеко от Бостона, штат Массачусетс, компания имеет офисы по всему миру, включая Австралию, Канаду, Китай, Францию, Германию, Индию, Ближний Восток, Нидерланды, Сингапур и Великобританию. ICONICS также имеет совместные офисы по разработке и продажам программного обеспечения в Чехии и Италии. ICONICS является золотым сертифицированным партнером Microsoft, чьи продукты тесно связаны с операционными системами Microsoft. Первые предложения компании были интегрированы с DOS, а затем эволюционировали с появлением Microsoft Windows (включая 3.1, NT, CE, 2000 и XP).

### Основная продукция
- GENESIS32 – 32-разрядный программный пакет, имеющий клиент-серверную архитектуру, решающий задачи HMI /SCADA. В 2007 году был дополнен разработанным с нуля  64-разрядным пакетом GENESIS64[2];

- GENESIS64 – 64-разрядный пакет программного обеспечения, имеющий клиент-серверную архитектуру, использующийся для решения задач HMI/SCADA. Построен на основе технологий Microsoft .NET, имеет ряд существенных отличий от своего предшественника GENESIS32 как с точки зрения архитектуры решения, так и с точки зрения доступной функциональности[3];

- Hyper Historian – программное обеспечение для сбора и хранения больших объемов информации (Big Data). Представляет собой нереляционную базу данных, оптимизированную для хранения временных рядов. Поддерживает распределенную архитектуру как на уровне сбора, так и на уровне хранения данных[4];

- BizViz – линейка продукции ICONICS, предназначенная для решения задач интеграции подсистем различных уровней автоматизации, а также для построения интеллектуальных систем управления производством. Включает в себя решение для визуализации на основе портальных технологий с элементами бизнес-аналитики, средство построения отчетов, интеграционный модуль;

- EnergyAnalytiX – дополнительный модуль для учета и анализа потребления энергоносителей[5];

- FacilityAnalytiX – дополнительный модуль мониторинга и анализа работы оборудования в режиме реального времени[5];

- ProductivityAnalytiX – дополнительный модуль для расчета разнообразных KPI и OEE;

- AlarmAnalytiX – дополнительный модуль для анализа больших объемов тревог и событий;

- QualityAnalytiX – дополнительным модуль для реализации статистического контроля качества технологического процесса;

- MobileHMI – программный модуль для реализации клиентских приложений на базе HTML5 для работы с прочими программными продуктами ICONICS.

### Применение
Сферы применения продукции ICONICS:
- автоматизация зданий[6][7];
- нефтегазовая отрасль[8];
- электроэнергетика[9];
- тяжёлая промышленность;
- автомобильная промышленность;
- для инфраструктурных решениях и др.

### Награды
ICONICS отмечен следующими наградами:
- 2010 US Windows 7 ISV Partner of the Year;
- 2012 Microsoft Sustainability Partner of the Year;
- 2013 Microsoft Partner of the Year Finalist for Application Development;
- 2013 Top Products Award for Energy AnalytiX;
- 2014 Microsoft Public Sector CityNext Partner of the Year Award;
- 2014 Top Products Award for Facility AnalytiX;
- 2014, 2015, 2016 - Control Engineering - Engineers' Choice Awards;
- 2017 Microsoft Partner of the Year - Application Development Award;
- 2017 Microsoft CityNext;
- 2018 Microsoft Manufacturing Partner of the Year